# 広島翔洋高等学校
広島翔洋高等学校（ひろしま しょうよう こうとうがっこう）は、広島県安芸郡坂町平成ヶ浜三丁目に所在する私立高等学校。

## 沿革
- 1925年（大正14年） 広島女子商業学校として創立（南段原町-現広島イースト）。笹野雄太郎理事長就任。
- 1945年（昭和20年） 原爆により校舎壊滅、校長以下多くの教職員・生徒が犠牲になる。
- 1948年（昭和23年） 学制改革により、広島女子商業高等学校（全日制・定時制）の設置を認可される。
- 1965年（昭和40年） 定時制が廃止される。
- 1966年（昭和41年） 広島女子商業学校を広島女子商中学校と改称。
- 1975年（昭和50年） 広島女子商中学校を休校する。
- 1988年（昭和63年） 従来の商業科に加えて、情報処理科・流通経済科を設置。
- 1989年（平成1年） 坂町(現在地)に移転する。（このとき、広島女子商短期大学を開校。）
- 2000年（平成12年） 校名を「広島安芸女子大学高等学校」に変更、普通科の導入に伴い流通経済科を廃止。
- 2002年（平成14年） 校名を「立志舘広島高等学校」に変更。
- 2003年（平成15年） 情報処理科をシステム情報科、商業科をオフィス情報科に改組。
- 2004年（平成16年） 校名を「広島女子商学園高等学校」に改称。
- 2008年（平成20年） 校名を現在の「広島翔洋高等学校」に改称し、男女共学となる。

## 校名変更の経緯
本校はそれまでの広島女子商業高等学校から「広島安芸女子大学高等学校」（2000年〜2001年）、「立志舘広島高等学校」（2002年〜2004年）と短期間に改称しているが、これは関連校である広島女子商短期大学が短大から4年制大学に移行したため2000年に「広島安芸女子大学」と改称し、さらに2002年に共学に移行し「立志舘大学」と改称したが、2003年に経営破綻し卒業生を送り出さずに事実上廃校という戦後2度目（1度目は戦後混乱期の久我山大学）の事態におちいたために伴う処置である。
また旧立志舘大学は広島女子商学園高等学校と同敷地内にあったが、呉大学を経て現在では広島文化学園大学坂キャンパスとして、学生及び施設は継承されている。
2008年4月から現在の「広島翔洋（しょうよう）高等学校」に校名を変更し、男女共学となった。

## 部活動

### 運動部
- ★バレーボール（女子）
- バスケットボール
- ★空手道
- ★ソフトテニス
- ソフトボール
- ★陸上
- ★剣道
- ★サッカー（男子）
- ダンス

### 文化部
- ★珠算
- ★吹奏楽
- 簿記
- 箏曲
- 茶道
- 美術
- 演劇
- 茶道
- 演劇
- コンピューター
- ワープロ
- JRC
- 家庭科
- 放送
- 写真
- 書道

★は強化指定部

## 出身人物
- 佐々木久子 - 編集者
- 渡邉梨恵 - ソフトテニス選手
- 堀越敦子 - ソフトテニス選手
- 森原可奈 - ソフトテニス選手
- 森田奈緒 - ソフトテニス選手